# Jamb
Jamb je vrsta ritma, kjer so lihi zlogi večinoma nenaglašeni, sodi pa večinoma naglašeni. Nenaglašene zloge označujemo z U, naglašene pa z –. Shema jamba je torej taka: U –. Meje besed se redko ujemajo z mejami stopic. Jamb izvira iz  antične Grčije, kjer so se izmenjevali dolgi in kratki glasovi. V zlogovnonaglasnem verzu se menjujejo naglašeni in nenaglašeni zlogi. Jambski verzi so lahko dolgi od 2 do nekako 16 zlogov, najpogostejši pa so 6, 7, 8, 9, 10, 11, 12 in 13 zložni.

## Primeri
Jambski šesterec (U – U – U –)
Ko pred menoj stojiš,

sijati mi pustiš

očí nebeško luč

(France Prešeren: Vso srečo ti želim)
Jambski sedmerec (U – U – U – U)
Nezvesta! bodi zdrava,

čolnìč po mene plava

(France Prešeren: Mornar)
Jambski osmerec (U – U – U – U –)
Ko brez miru okrog divjam,

prijatl'i prašajo me, kam?

(France Prešeren: Kam?)
Šumel je mimo mene čas,

šumela dolga reka let.

Spet žar mi tvojih temnih las

odkril stopinj je tvojih sled.

(Alojz Gradnik: Novo srečanje)
Jambski deseterec (U – U – U – U – U –)
Oči sem večkrat prašal, ali smem

ljubiti te; odgovora ne zvem.

(France Prešeren: Gazela 2)
Jambski enajsterec (U – U – U – U – U – U)
Ran mojih bo spomin in tvoje hvale

glasil Slovencem se prihodnje čase,

ko mi na zgodnjem grobu mah porase,

v njem zdanje bodo bolečine spale.

(France Prešeren: Sonetni venec)
Če bi imel Gigantov rok stotero,

ko je držim; sto ust, ki jo okušam;

sluh zajčje tenek, kadar jo poslušam;

plus papeževo čezčloveško vero,

(Milan Jesih: Če bi imel Gigantov rok stotero)
Jambski dvanajsterec (U – U – U – U – U – U –)
Sladké koravde nam na češnah že goré,

že se marelice Vipavcam tud zoré.

(Janez Damascen Dev: Kranjskih modric žalovanje)
Jambski trinajsterec (U – U – U – U – U – U – U)
Po suhi plavam zdaj ravnici oceana

(Fran Miklošič: Domovina (prevod))
Ni nujno, da imajo vsi verzi v neki pesmi enako število zlogov. V Prešernovi pesmi Prošnja se izmenjujejo 7-zložni in 6-zložni verzi, da ima vsaka kitica shemo: J 7676. Gre torej za preplet jambskega sedmerca in šesterca.
Po drugih se oziraj,

ne morem ti branít';

še men' oči odpiraj,:

mi gledat' daj njih svit!
Lahko pa je razlike tudi za več kot en zlog. V pesmi Gregorja Strniše Jesenska balada, se prepletata jambski osmerec in šesterec, da ima vsaka kitica shemo: J 8686.
Jesensko sonce, ki gori,

gori, sivi kot kres,

kot na konici mečevi,

globoko v dnu nebes.

## Statistika naglašenosti
Zlog, ki je v metrični shemi predvidoma naglašen, se imenuje krepki. Zlog, ki je v metrični shemi predvidoma nenaglašen, se imenuje šibki. Niso pa vsi krepki (pri jambu sodi) zlogi vedno naglašeni in niso vsi šibki (pri jambu lihi) zlogi vedno nenaglašeni. Primer, ko je šibki zlog naglašen, je verz:  Ran mojih bo spomin in tvoje hvale, kjer je beseda oz. zlog ran naglašen, čeprav je na šibki poziciji. Obratno je v primeru pesmi Kam, kjer sta zloga na krepki poziciji nenaglašena: Ko brez miru okrog divjam, / prijatl'i prašajo me, kam? Lahko tudi izračunamo, v koliko primerih so krepki zlogi res naglašeni in šibki res nenaglašeni. To je naredil Tone Pretnar, ki je analiziral jambske enajsterce 13 pesnikov iz druge polovice devetnajstega stoletja. V spodnji tabeli so prikazane njegove ugotovitve. V zgornji vrstici je zaporedna številka zloga v verzu, v spodnji pa odstotni delež naglašenih zlogov, torej v koliko primerih je določen zaporedni zlog v verzu naglašen (npr. prvi zlog je naglašen le v 4 % verzov, drugi pa v 84 % verzov).
| Zaporedni zlog              | 1. | 2. | 3. | 4. | 5. | 6. | 7. | 8. | 9. | 10. | 11. |
| Delež naglašenih zlogov (%) | 4  | 84 | 1  | 67 | 1  | 72 | 0  | 44 | 0  | 100 | 0   |